# Niketa Calame
Niketa Calame (Los Angeles, 10 novembre 1980) è un'attrice e doppiatrice statunitense.

## Biografia
Niketa Calame nasce a Los Angeles il 10 novembre del 1980 da Theodora Lamond (originaria di Los Angeles) e Norman Calame (originario di Kingston).
Attrice dal 1993, inizia in alcuni film, tra cui Il re leone.

## Filmografia parziale
- Il re leone (1994) - voce